# Antipocras
Das Antipocras, auch Antihipocrates (Gegen den Hippokrates), ist ein medizinisches Traktat und Satire in Gedichtform, das nach 1270 von dem polnischen Dominikanermönch und Arzt Nicholaus Polonus in Latein verfasst wurde.

## Inhalt
In der Streitschrift kritisiert Nicholaus die Lehren von Hippokrates und Galenos. Er greift dabei zur Satire und beschreibt das Vorurteil des schlechten Arztes. Den alten Lehren von Hippokrates und Galenos stellt er die neue mittelalterliche Medizin in 427 Hexametern gegenüber. Er beruft sich dabei auf sogenannte Empiriken, die dem Kranken Heilung bringen können. Diese erprobten Mittel besäßen die Heilungskraft Gottes und der Natur. Nicholaus geht auf zahlreiche Krankheiten ein und beschreibt deren Therapie mit Hilfe der Empiriken. Das Traktat ist in ein Gebet gefasst, beginnt mit der Anrufung der Heiligen Dreifaltigkeit und endet mit einer Fürbitte an Jesus. Im Traktat geht der Autor auch auf die Genesung des biblischen Tobias ein, die Heilkunst des Apollon, die Lehren von Albertus Magnus, Claudius Ptolemäus und Platon ein. Der Autor führt auch einen kritischen Dialog mit Anhängern der alten Heilkunde und lässt auch die Arzneimittel selbst zu Wort kommen.